# USS Lawrence C. Taylor (DE-415)
USS Lawrence C. Taylor (DE-415) là một tàu hộ tống khu trục lớp John C. Butler từng phục vụ cùng Hải quân Hoa Kỳ trong Chiến tranh Thế giới thứ hai. Nó là chiếc tàu chiến duy nhất của Hải quân Hoa Kỳ được đặt cái tên này, theo tên Thiếu úy Thủy quân Lục chiến Lawrence Coburn Taylor (1920–1942), phi công từng phục vụ cùng Liên đội Tiêm kích TQLC VMF-212 trú đóng tại sân bay Henderson, Guadalcanal, đã mất tích trong chiến đấu vào ngày 24 tháng 8, 1942 và được truy tặng Huân chương Ngôi sao Bạc. Nó đã phục vụ trong suốt Thế chiến II, được cho ngừng hoạt động sau khi xung đột chấm dứt vào năm 1946, rồi cuối cùng bị bán để tháo dỡ vào năm 1973. Lawrence C. Taylor được tặng thưởng bảy Ngôi sao Chiến trận do thành tích phục vụ trong Thế Chiến II.

## Thiết kế và chế tạo
Lớp John C. Butler được thiết kế nhằm đáp ứng nhu cầu một số lượng lớn nhưng rẻ tiền của một kiểu tàu hộ tống chống tàu ngầm để hộ tống các đoàn tàu vận tải vượt đại dương. Chúng có chiều dài chung 306 foot (93,3 m), mạn tàu rộng 36 foot 10 inch (11,2 m) và mớn nước 13 foot 4 inch (4,1 m), trọng lượng choán nước tiêu chuẩn 1.350 tấn Anh (1.372 t), và lên đến 1.745 tấn Anh (1.773 t) khi đầy tải, với một thủy thủ đoàn bao gồm 14 sĩ quan và 201 thủy thủ. Con tàu được vận hành bởi hai turbine hơi nước hộp số Westinghouse; hơi nước được cung cấp bởi hai nồi hơi "D" Express, tạo ra công suất 12.000 mã lực càng (8.900 kW) và cho phép đạt được tốc độ tối đa 24 hải lý trên giờ (44 km/h; 28 mph). Nó có tầm hoạt động 6.000 hải lý (11.000 km; 6.900 mi) ở tốc độ đường trường 12 hải lý trên giờ (22 km/h; 14 mph).
Dàn vũ khí chính bao gồm hai tháp pháo 5-inch/38 caliber đa dụng nòng đơn, được dẫn đường bởi hệ thống điều khiển hỏa lực Mark 51; vũ khí phòng không gồm hai khẩu đội Bofors 40 mm L/60 nòng đôi và mười khẩu Oerlikon 20 mm nòng đơn cũng được dẫn đường bởi hệ thống Mark 51. Ngoài ba ống phóng ngư lôi 21 inch (533 mm), vũ khí chống ngầm bao gồm hai đường ray thả mìn sâu, tám máy phóng mìn sâu K-gun cùng một dàn súng cối chống ngầm Hedgehog. Con tàu được trang bị sonar kiểu QC, radar dò tìm mặt biển SL và radar dò tìm không trung SA.
Lawrence C. Taylor được đặt lườn tại xưởng tàu của hãng Brown Shipbuilding Co. ở Houston, Texas vào ngày 20 tháng 12, 1943.
Nó được hạ thủy vào ngày 29 tháng 1, 1944, được đỡ đầu bởi bà Lawrence H. Taylor, mẹ của Thiếu úy Taylor, và được cho nhập biên chế cùng Hải quân Hoa Kỳ vào ngày 13 tháng 5, 1944 dưới quyền chỉ huy của Hạm trưởng, Thiếu tá Hải quân Ralph Cullinan Jr.

## Lịch sử hoạt động
Sau khi hoàn tất việc chạy thử máy huấn luyện tại khu vực Bermuda và sửa chữa sau chạy thử máy, Lawrence C. Taylor khởi hành từ New York vào ngày 6 tháng 8, 1944 để đi sang khu vực Mặt trận Thái Bình Dương. Đi đến Trân Châu Cảng vào ngày 29 tháng 8, nó gia nhập một đội đặc nhiệm tìm-diệt tàu ngầm được hình thành chung quanh tàu sân bay hộ tống Anzio (CVE-57) và lên đường để tuần tra tại khu vực biển Philippine. Trong một chuyến tuần tra ngoài khơi Leyte, Phlippines vào ngày 18 tháng 11, nó phối hợp với hai máy bay tuần tra xuất phát từ Anzio cùng với tàu chị em Melvin R. Nawman (DE-416) trong việc truy tìm một tàu ngầm Nhật Bản, và sau cùng đã đánh chìm chiếc I-41 tại tọa độ 12°44′B 130°42′Đ / 12,733°B 130,7°Đ.
Sang tháng 12, đội tìm-diệt chuyển sang tuần tra tại khu vực ngoài khơi Luzon. Vào ngày 3 tháng 1, 1945, Lawrence C. Taylor lên đường cùng các đơn vị thuộc Đệ Tam hạm đội để hỗ trợ cho cuộc đổ bộ lên vịnh Lingayen vào ngày 9 tháng 1. Nó tuần tra để truy lùng tàu ngầm đối phương ngoài khơi Luzon, ngăn chặn đối thủ tiếp cận các tuyến đường vận chuyển hàng hải của lực lượng  Đồng Minh.
Sau đó, Lawrence C. Taylor tiếp tục tham gia vào cuộc đổ bộ lên Iwo Jima, cần thiết như một điểm dừng khẩn cấp cho máy bay ném bom B-29 Superfortress tiến hành ném bom xuống chính quốc Nhật Bản. Nó xuất phát từ Saipan vào ngày 12 tháng 2 và đi đến khu vực quần đảo Volcano vào ngày 16 tháng 2, và trong ba ngày tiếp theo đã bảo vệ cho các tàu sân bay hộ tống khi chúng ném bom chuẩn bị cho cuộc đổ bộ hòn đảo. Sau khi lực lượng Thủy quân Lục chiến tiến hành đổ bộ vào ngày 19 tháng 2, nó tiếp tục tuần tra và hỗ trợ cho hoạt động tác chiến, rồi hai ngày sau đó đã trợ giúp cho Bismarck Sea (CVE-95), sau khi chiếc tàu sân bay hộ tống bị máy bay tấn công tự sát Kamikaze đâm trúng. Nó tiếp tục hoạt động tại khu vực Iwo Jima cho đến đầu tháng 3.
Khi tiếp tục tham gia vào cuộc đổ bộ tiếp theo lên Okinawa, Lawrence C. Taylor đi đến khu vực quần đảo Ryūkyū vào ngày 26 tháng 3, hoạt động tuần tra càn quét tàu ngầm trước ngày đổ bộ 1 tháng 4. Con tàu tiếp tục vai trò tuần tra để truy lùng tàu ngầm đối phương, không cho chúng tiếp cận các tuyến đường hàng hải chủ yếu, và tiếp tục hoạt động tại đây cho đến tháng 6. Sau đó nó tháp tùng Lực lượng Đặc nhiệm 38 dưới quyền Đô đốc John S. McCain trong các hoạt động ném bom xuống chính quốc Nhật Bản. Trong một cuộc tuần tra tìm-diệt cùng đội của Anzio vào đêm 15 tháng 7, nó đã tấn công một mục tiêu bị máy bay tuần tra của Anziophát hiện, và đã đánh chìm I-13 tại tọa độ 34°28′B 150°55′Đ / 34,467°B 150,917°Đ.
Lawrence C. Taylor vẫn đang phục vụ cùng Đệ Tam hạm đội khi Nhật Bản chấp nhận đầu hàng vào ngày 15 tháng 8, giúp chấm dứt vĩnh viễn cuộc xung đột. Nó khởi hành từ Okinawa vào ngày 5 tháng 9 để gia nhập Đệ Thất hạm đội, và tham gia hoạt động cùng lực lượng chiếm đóng tại Trung Quốc và Triều Tiên cho đến ngày 26 tháng 12, khi nó rời Okinawa để quay trở về Hoa Kỳ. Về đến San Francisco, California vào ngày 15 tháng 1, 1946, nó được cho xuất biên chế tại San Diego, California vào ngày 23 tháng 4, 1946, và được đưa về Hạm đội Dự bị Thái Bình Dương. Tên nó được cho rút khỏi danh sách Đăng bạ Hải quân vào ngày 1 tháng 12, 1972, và con tàu bị bán để tháo dỡ vào ngày 12 tháng 9, 1973.

## Phần thưởng
Lawrence C. Taylor được tặng thưởng bảy Ngôi sao Chiến trận do thành tích phục vụ trong Thế Chiến II.
|                                         |  |  |
| Silver star · Bronze star · Bronze star |  |  |

| Dãi băng Hoạt động Tác chiến (truy tặng)                                | Dãi băng Hoạt động Tác chiến (truy tặng) | Huân chương Chiến dịch Hoa Kỳ        | Huân chương Chiến dịch Hoa Kỳ                  |
| Huân chương Chiến dịch Châu Á-Thái Bình Dương với 7 Ngôi sao Chiến trận | Huân chương Chiến thắng Thế Chiến II     | Huân chương Chiến thắng Thế Chiến II | Huân chương Giải phóng Philippine (Philippine) |